# Онлайн-сервис обмена цифровых валют
Онлайн-сервис обмена цифровых валют (англ. Digital currency exchanger, DCE) — веб-служба, которая оказывает клиентам услуги по обмену цифровых валют (например, Bitcoin) на другие активы, включая национальные валюты и другие цифровые валюты. Термин применительно к данному виду деятельности не является устоявшимся в русском языке, наряду с ним употребляются определения «биржа цифровых валют», «организатор торгов цифровыми валютами», «торговый сервис», «электронная площадка обмена», «обменник» и т. п.
Подобные услуги обычно предоставляют исключительно онлайн-сервисы, совершая все операции только в электронной форме. Но могут предлагаться и традиционные методы обмена валют. Как правило, за операции взимаются комиссионные.
Большинство площадок по обмену цифровых валют работают вне юрисдикции западных стран, избегая надзора со стороны финансовых и правоохранительных органов. При этом нередко осуществляют операции с национальными валютами, в том числе западных стран. Могут поддерживаться операции по банковским картам, денежные переводы, в том числе почтовые, или другие формы оплаты в обмен на цифровые валюты. При выкупе у клиента цифровых валют, денежные средства могут передаваться переводами на банковские счета, в том числе карточные. В крайне редких случаях средства можно получить непосредственно наличными.
Сами цифровые валюты зачастую сильно зависят от организаций, производящих операции с этими валютами. Создатели цифровых валют, как правило, не продают их напрямую клиентам. В подобных случаях купить цифровую валюту можно либо через организации-посредники, либо напрямую у текущих владельцев. Некоторые сервисы обмена цифровых валют являются дочерними компаниями фирм-разработчиков цифровых валют, но чаще посредники являются самостоятельными предприятиями.
Появились децентрализованные площадки обмена криптовалют (Cex.io, Itdex.net, Bitshares.org, Openledger.io, Rudex.org), которые сами являются блокчейн-приложениями, не имеют выделенного сервера, оперируют не столько непосредственно криптовалютами, сколько умными контрактами, предоплаченными в той или иной криптовалюте.

## Правовой режим и регулирование деятельности
В 2004 году три организации, занимавшихся онлайн-обменом цифровых валют, располагавшиеся в Австралии, добровольно прекратили свою деятельность после начала расследования, предпринятого Австралийской комиссией по ценным бумагам и инвестициям(англ. Australian Securities and Investments Commission), поскольку для ведения подобной деятельности необходимо наличие лицензии, которой не было у этих трёх компаний.
В 2006 году американская организация, занимавшаяся онлайн-обменом цифровых валют Gold Age, работавшая в штате Нью-Йорк с 2002 года, была закрыта Секретной службой США. Дилерам этой фирмы Артуру Будовскому и Владимиру Кацу были предъявлены обвинения в «незаконных операций по обмену цифровой валюты и осуществлению денежных переводов» из своих квартир, в конвертации в общей сложности 30 млн долл. на счета цифровых валют. От клиентов сервиса не требовалось документов, удостоверяющих личность, переводы осуществлялись по всему миру, суммы переводов иногда превышали 100 000 долларов. Будовский и Кац были приговорены в 2007 году к пяти годам лишения свободы «за незаконные услуги по переводу денег», и, в конечном счете, пяти годам лишения свободы условно.
В апреле 2007 года правительство США потребовало от компании E-gold заблокировать 58 счетов, которые принадлежали и использовались компаниями The Bullion Exchange, AnyGoldНетw, IceGold, GitGold, The Denver Gold Exchange, GoldPouch Express, 1MDC (цифровая золотая валюта на базе E-gold) и другими, а компанию G & SR (владельца платёжной системы OmniPay) ликвидировать захваченные активы. Через несколько недель, министерство юстиции США предъявило E-Gold четыре обвинения, на которые последовало опровержение Дугласа Джексона, генерального директора E-gold.
В июле 2008 года компания WebMoney изменила свои правила, что затронуло деятельность многих организаций, осуществляющих онлайн-обмен цифровых валют. С этого времени была запрещена конвертация Webmoney в самые популярные электронные валюты, такие как E-Gold, Liberty Reserve и другие.
Также в июле 2008 года, три топ-менеджера E-Gold пошли на сделку со следствием и признали себя виновными по одному пункту обвинения «сговор с целью занятия отмыванием денег» и одному пункту обвинения в «осуществлении без лицензии бизнеса по переводу денег». Компания E-Gold прекратила свою деятельность в 2009 году.
В мае 2013 года организация, осуществлявшая онлайн-обмен цифровых валют — Liberty Reserve — была закрыта после того, как её предполагаемый основатель Артур Будовский и ещё четыре соучредителя были арестованы в Коста-Рике, Испании и Нью-Йорке «за сговор с целью отмывания денег и заговор и ведение нелицензионного бизнеса по переводу денег». Будовский, бывший гражданин США, имеющий гражданство Коста-Рики, был осужден в связи с делом Gold Age 2006 года. В обвинительном заключении против Будовского утверждается, что это, по-видимому, было самое масштабное отмывание денег, за которое когда-либо предъявлялось обвинение — было арестовано порядка 40 млн долл. на счетах, а также более 30 доменных имён, принадлежавших бирже Liberty Reserve. По оценкам правоохранительных органов, компания отмыла порядка $ 6 млрд преступных доходов.

## В мире

### Япония
Mt.Gox — первая из крупных площадок купли-продажи криптовалют, располагалась в Японии. В конце февраля 2014 года торги были остановлены в связи с кражей у Mt.Gox крупной суммы биткойнов. Стало известно, что в программном обеспечении Mt.Gox, написанном владельцами для внутренних нужд, была уязвимость, которая позволила злоумышленникам незаметно украсть около 650 тыс. биткойнов. 15 апреля 2014 года компания подала в суд Токио заявление о собственной ликвидации.

### Китай
С конца 2013 года обмен биткойнов на юани сравнялся с обменом биткойнов на доллары, к июню 2014 года обмен на юани составлял 79 % общего обменного оборота биткойнов, а на доллары — только 16 %.
Китайская тройка:
Основной оборот обеспечивают три китайские площадки OKCoin, BTC China и Huobi (суточный оборот каждой в начале 2015 года составлял от 100 000 до 200 000 биткойнов). Специалисты отмечают большое количество транзакций в которых продавец является одновременно и покупателем, то есть не происходит реального изменения собственника. Стимулирует такие сделки отсутствие комиссий, жестких ограничений и некоторые другие особенности. Например, на площадке OKCoin за большой оборот начисляются бонусы, которые можно использовать для увеличения возможностей маржинальной торговли. В итоге возможно существенное искажение статистики.
Осенью 2017 года, после запрета сервисов обмена криптовалют в Китае, BTC China полностью прекратила деятельность в стране. Площадки Huobi и OKCoin также объявили о закрытии торгов с юанями с 31 октября 2017 года.

### Крупные сервисы с нечёткой юрисдикцией
- BTC-E являлась крупной площадкой по обмену биткойнов, закрыта в 2017 году. Производила обмен на доллары США, российские рубли и евро, между которыми поддерживался также обмен напрямую по внутреннему курсу. В отличие от Mt.Gox, при регистрации не было требования идентификации личности. В ноябре 2013 года доля торгов на этой площадке достигала около 30 %, сравнявшись с площадкой Mt.Gox. На официальном сайте по состоянию на январь 2014 года не было регистрационной информации и не была указана правовая юрисдикция компании. В других источниках встречаются данные, что BTC-е использовала сторонние банковские услуги, один из банков находился в Чехии, компания была зарегистрирована в Болгарии, управляющая компания базировалась в офшоре (|на Кипре), а учредителями являлись два российских программиста, которые по их словам ранее работали в Сколково.[24]
- Binance — сервис обмена криптовалют был основан в 2017 году Чанпэном Чжао, со временем стал крупной блокчейн-компанией широкого спектра услуг. В январе 2018 года Binance вышла на первое место в мире среди криптовалютных сервисов обмена по объёму торгов; на конец 2020 года имела средний дневной оборот в 3,88 млрд долл.
- FTX — сервис обмена, основанный в 2019 году Сэм Бенкман-Фрид и Зисяо «Гарри» Ван (зарегистрирована в Антигуа и Барбуде, штаб-квартира на Багамах). В 2021 году имела более миллиона пользователей и была третьей по объёму торгов площадкой обмена криптовалют. Обанкротилась в ноябре 2022 года.